# 레모네이드 (기업)
레모네이드(Lemonade Insurance Agency, LLC)는 미국 뉴욕주의 보험사이다. 보험중개 업무를 인공지능으로 대체하여 챗봇과의 대화를 통해 상품에 가입하거나 보험금을 청구할 수 있다. 2016년 말 외투 도난사건에 대한 보상을 3초 만에 처리하여 주목을 끌었다.